# Кинг, Вилли
Вилли Кинг (англ. Willie King); 18 марта 1943, Прери-Пойнт, Миссисипи, США  — 8 марта 2009, Олд-Мемфис, Алабама, США — американский блюзовый гитарист, вокалист и автор песен. Номинант Blues Music Awards в номинациях  «Лучший дебют» (2001), «Песня года» (2003), «DVD» (2008), «Исполнитель традиционного блюза» (2004, 2006), «Альбом традиционного блюза» (2003, 2006) .

## Биография
Вилли Кинг родился в небольшом местечке Прери-Пойнт, в штате Миссисипи, рядом с границей Алабамы. Когда ему было семь лет, дед и бабушка забрали его к себе в Элисвилл, Алабама. Его дедушка, несмотря на то что он принял ислам, пел госпел и блюз, а его бабушка держала джук-джойнт, и именно там Кинг впервые увидел блюз вживую. В восемь лет дед сделал ему диддли-боу из мотка проволоки. Кинг самостоятельно выучился играть на ней, но свою первую настоящую гитару получил в 12-летнем возрасте в подарок от владельца плантации, который кроме того помог получить ему водительское удостоверение и дал работу водителем грузовика. Впоследствии Кинг ухаживал за плантатором до его смерти . 
Дебютировал перед публикой в 20-летнем возрасте. Затем, в середине 1970-х Вилли Кинг создал группу The Liberators, в  1976 году с успехом выступил на фестивале Black Belt Folk Roots. До 2000 годов не записывался, хотя выступал в джук-джойнтах, клубах, вечеринках в Миссисипи и Алабаме. В течение жизни работал на различных работах: издольщиком, коммивояжёром, и даже в течение десяти лет варил самогон на продажу . В начале 1980-х он стал активистом движения за гражданские права, что вдохновило его на написание социально важных блюзовых песен. В 1983 году он основал Ассоциацию сельских членов, некоммерческую организацию, посвященную продвижению традиционных сельских навыков, с которыми вырос Кинг и которые он сам называл «навыками выживания», и помощи в улучшении жизни своего местного сообщества. В 1997 году Ассоциация сельских членов основала ежегодный блюзовый фестиваль Freedom Creek, который с тех пор получил международное признание. В 1999 году записал и выпустил самостоятельно свой дебютный альбом, в 2000 году вышел ещё альбом под маркой ассоциации Кинга. Альбомы были замечены, и Rooster Blues подписала контракт с Кингом, выпустив два его альбома. Первый из них, Freedom Creek 2000 года был номинирован на Blues Music Awards в номинации «Лучший дебют». Песня «Terrorized’» со второго альбома Living in a New World, посвящённая событиям 11 сентября 2001 года, в 2003 году претендовала на звание песни года. 
В 2003 году Вилли Кинг снялся в первом фильме Feel Like Going Home из сериала Мартина Скорсезе The Blues. В 2007 году голландские кинорежиссеры сняли документальный фильм о жизни и временах Кинга под названием Down in the Woods (63 минуты фильма и 40 минут живой музыки) который претендовал на Blues Music Awards в номинации «DVD» 2007 года.
Хотя Вилли Кинг выступал на национальных и международных фестивалях, гастролировал в Европе, но в основном играл не уезжая далеко от  своего дома, в частности, как завсегдатай клуба Bettie's Juke join в Миссисипи. 
В 2000 году получил премии журнала Living Blues Magazine в номинациях «Лучший блюзовый альбом», «Лучший альбом современного блюза», в 2001 году в номинации «Лучший блюзовый исполнитель», в 2003 году в номинациях «Лучший блюзовый исполнитель», «Лучшая песня» («Terrorized’») и «Лучшая обложка», а в 2004 году был признан «Блюзовым артистом года» и номинирован на звание «Лучший концертный исполнитель». Лауреат премии Folk Heritage Award 2009 от Совета по делам искусств штата Алабама .
Вилли Кинг умер от сердечного приступа в 2009 году незадолго до своего 66-летия, в Старом Мемфисе, штат Алабама, всего в нескольких милях от места своего рождения. 
«Его бесстрашный подход к проблемам расового угнетения может показаться относительно новым для блюза, стереотипно известного больше по песням о романтических проблемах. Однако привлекательность музыки Кинга простиралась за пределы его искренних текстов. Его песни также имели сырой и заразительный музыкальный характер» 
The New York Times: «С голосом, временами напоминающим Хаулина Вулфа, и стилем, похожим на Джона Ли Хукера, г-н Кинг выступал на блюзовых фестивалях здесь [в США] и за рубежом»

## Дискография

### Альбомы
| Год  | Название                          | Лейбл                     | Примечания                         |
| 1999 | Walkin' the Walk Talkin' the Talk | без лейбла                | с «Birmingham» George Conner       |
| 2000 | I Am the Blues                    | Rural Members Association |                                    |
| 2000 | Freedom Creek                     | Rooster Blues             | Концертный альбом с the Liberators |
| 2002 | Living in a New World             | Rooster Blues             | с the Liberators                   |
| 2004 | Jukin' at Bettie's                | Freedom Creek Music       |                                    |
| 2006 | One Love                          | Freedom Creek Music       |                                    |